# Freestyle ai XXIV Giochi olimpici invernali - Slopestyle femminile
La gara di slopestyle femminile di freestyle dei XXIII Giochi olimpici invernali di Pechino si è svolta tra il 15 e il 15 febbraio 2022 al Genting Snow Park di Zhangjiakou.
La svizzera Mathilde Gremaud ha vinto la medaglia d'oro, davanti alle cinese Gu Ailing e all'estone Kelly Sildaru.
La detentrice uscente del titolo era la svizzera Sarah Höfflin, che si era imposta nella precedente edizione davanti alla stessa Gremaud e alla britannica Isabel Atkin.

## Risultati

### Qualificazione
Q — Qualificate per la Finale
Le migliori 12 atlete si sono qualificate per la Finale.
| Pos. | Bib | Ordine | Nome                 | Nazione       | Run 1 | Run 2 | Miglior punteggio | Note |
| ---- | --- | ------ | -------------------- | ------------- | ----- | ----- | ----------------- | ---- |
| 1    | 2   | 4      | Kelly Sildaru        | Estonia       | 80.96 | 86.15 | 86.15             | Q    |
| 2    | 5   | 5      | Johanne Killi        | Norvegia      | 81.48 | 86.00 | 86.00             | Q    |
| 3    | 3   | 1      | Gu Ailing            | Cina          | 57.28 | 79.38 | 79.38             | Q    |
| 4    | 10  | 14     | Maggie Voisin        | Stati Uniti   | 72.78 | 65.93 | 72.78             | Q    |
| 5    | 16  | 27     | Anastasia Tatalina   | ROC           | 63.85 | 72.03 | 72.03             | Q    |
| 6    | 9   | 16     | Kirsty Muir          | Regno Unito   | 70.11 | 63.91 | 70.11             | Q    |
| 7    | 12  | 21     | Marin Hamill         | Stati Uniti   | 69.43 | 37.36 | 69.43             | Q    |
| 8    | 18  | 12     | Silvia Bertagna      | Italia        | 65.25 | 68.90 | 68.90             | Q    |
| 9    | 1   | 3      | Tess Ledeux          | Francia       | 22.13 | 68.13 | 68.13             | Q    |
| 10   | 14  | 17     | Katie Summerhayes    | Regno Unito   | 66.56 | 59.11 | 66.56             | Q    |
| 11   | 17  | 23     | Olivia Asselin       | Canada        | 64.68 | 6.75  | 64.68             | Q    |
| 12   | 7   | 7      | Mathilde Gremaud     | Svizzera      | 39.41 | 63.46 | 63.46             | Q    |
| 13   | 6   | 9      | Megan Oldham         | Canada        | 6.45  | 63.10 | 63.10             |      |
| 14   | 15  | 13     | Lara Wolf            | Austria       | 62.56 | 24.38 | 62.56             |      |
| 15   | 24  | 10     | Anni Kärävä          | Finlandia     | 55.80 | 61.73 | 61.73             |      |
| 16   | 19  | 24     | Margaux Hackett      | Nuova Zelanda | 54.93 | 37.28 | 54.93             |      |
| 17   | 27  | 20     | Alia Delia Eichinger | Germania      | 26.45 | 50.68 | 50.68             |      |
| 18   | 20  | 11     | Darian Stevens       | Stati Uniti   | 6.18  | 50.01 | 50.01             |      |
| 19   | 13  | 18     | Sandra Eie           | Norvegia      | 49.08 | 31.31 | 49.08             |      |
| 20   | 4   | 2      | Sarah Höfflin        | Svizzera      | 35.38 | 48.96 | 48.96             |      |
| 21   | 21  | 15     | Ksenia Orlova        | ROC           | 45.31 | 32.20 | 45.31             |      |
| 22   | 28  | 6      | Dominique Ohaco      | Cile          | 17.28 | 44.85 | 44.85             |      |
| 23   | 26  | 26     | Yang Shuorui         | Cina          | 18.46 | 39.05 | 39.05             |      |
| 24   | 25  | 25     | Elisa Maria Nakab    | Italia        | 8.60  | 32.70 | 32.70             |      |
| 25   | 22  | 8      | Laura Wallner        | Austria       | 30.36 | 30.70 | 30.70             |      |
| 26   | 29  | 19     | Abi Harrigan         | Australia     | 16.10 | 26.31 | 26.31             |      |
|      | 12  | 22     | Caroline Claire      | Stati Uniti   | DNS   | DNS   | DNS               | DNS  |

### Final
| Pos.    | Bib | Ordine | Nome               | Nazione     | Run 1 | Run 2 | Run 3 | Miglior punteggio |
| ------- | --- | ------ | ------------------ | ----------- | ----- | ----- | ----- | ----------------- |
| Oro     | 7   | 1      | Mathilde Gremaud   | Svizzera    | 1.10  | 86.56 | 46.96 | 86.56             |
| Argento | 3   | 10     | Gu Ailing          | Cina        | 69.90 | 16.98 | 86.23 | 86.23             |
| Bronzo  | 2   | 12     | Kelly Sildaru      | Estonia     | 82.06 | 46.71 | 78.75 | 82.06             |
| 4       | 16  | 8      | Anastasia Tatalina | ROC         | 39.38 | 74.16 | 75.51 | 75.51             |
| 5       | 10  | 9      | Maggie Voisin      | Stati Uniti | 35.48 | 74.28 | 66.03 | 74.28             |
| 6       | 5   | 11     | Johanne Killi      | Norvegia    | 24.86 | 73.11 | 71.78 | 73.11             |
| 7       | 1   | 4      | Tess Ledeux        | Francia     | 72.91 | 23.08 | 28.81 | 72.91             |
| 8       | 9   | 7      | Kirsty Muir        | Regno Unito | 41.86 | 71.30 | 69.21 | 71.30             |
| 9       | 14  | 3      | Katie Summerhayes  | Regno Unito | 60.01 | 64.75 | 23.31 | 64.75             |
| 10      | 18  | 5      | Silvia Bertagna    | Italia      | 48.50 | 61.85 | 7.83  | 61.85             |
| 11      | 17  | 2      | Olivia Asselin     | Canada      | 16.83 | DNS   | DNS   | 16.83             |
|         | 12  | 6      | Marin Hamill       | Stati Uniti | DNS   | DNS   | DNS   | DNS               |